# Elazığ
Elazığ (armeniska: Խարբերդ; Kh'arberd/Harput, kurdiska: Elezîz/Xarpêt) är en stad belägen i östra Turkiet, på 1 067 meters höjd över havet. Staden är huvudort i provinsen Elazığ och hade 387 072 invånare i slutet av 2022.
Den gamla staden och dess citadell, kallad Kharput (Kharpert), vilket betyder "klippigt fort" på armeniska, lät uppföras av de första armeniska kungarna ungefär fem km från moderna Elazığ. 
Staden erövrades i senmodern tid av Osmanska riket varmed dagens Elazığ utvecklades 1834 som en utökning från det historiska Kharput eftersom dess höga läge var svåråtkomligt vintertid. Några tusen invånare är dock alltjämt kvar i gamla Kharput.
17 november 1937 ersatte turkiska myndigheter officiellt stadens antika namn Kharput med Elazık (ur äldre turkiskt namn Mamüret'ül-Aziz, turkiska för "staden byggd av Aziz", förkortat Elaziz), som blev dagens namn.

## Historik

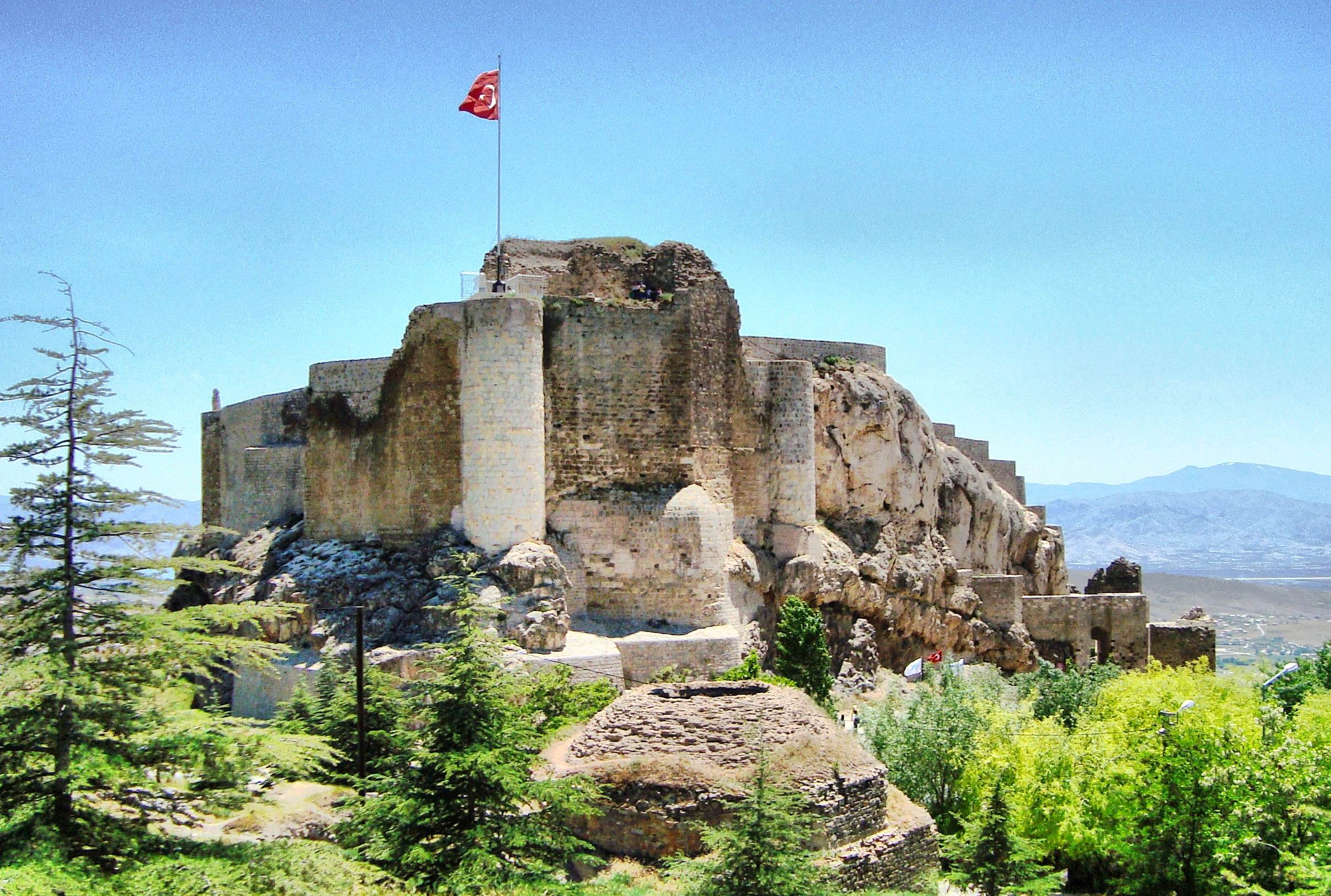
Kharputs fort.

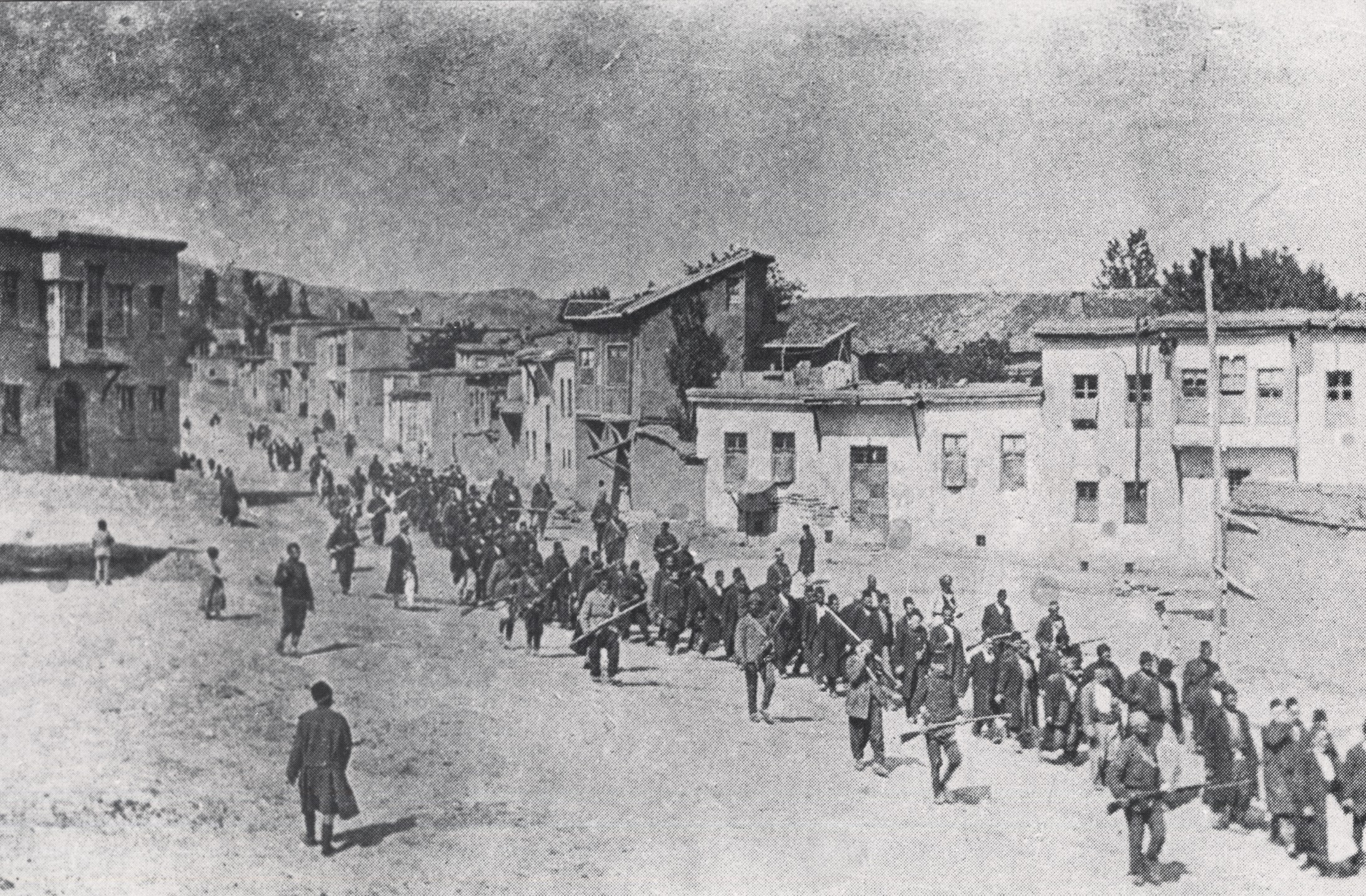
Civila armenier förs bort från Kharput till ett närbeläget fängelse i Mezireh av beväpnade turkiska soldater under tiden för armeniska folkmordet (april 1915).

Utgrävningar indikerar att områdets äldsta kända befolkning omkring 2000-talet f.Kr. utgjordes av hurriter, ett folk med förmodat indoarisk prägel. En teori är att detta folk senare assimilerades bland araméerna som sedan dominerade området.
Den gamla staden och dess citadell, kallad Kharput (Kharpert), vilket betyder "klippigt fort" på armeniska, lät uppföras av de första armeniska kungarna ungefär fem km från moderna Elazığ. Väldigt lite textmaterial från denna tid.
Det är möjligt att Kharput är beläget nära Carcathio-certa i den romerska provinsen Sophene ("Fjärde Armenien") som den romerske fältherren Gnaeus Domitius Corbulo sägs ha nått 65 e.Kr.
Därefter kom området liksom hela regionen att kristnas.
Under de islamiska erövringarna kallades orten under en kort tid Ḥiṣn Ziyād. En benämning som dock snart övergavs till förmån för dess gamla namn Khartabirt eller Kharbirt, varur namnet Kharput och så småningom Harput utvecklades.
Greve Joscelin I av Edessa och kung Balduin II av Jerusalem hölls under medeltiden som fångar i fortet Kharput av emir Balak av Aleppo efter Slaget vid Manzikert 26 augusti 1071, men fritogs av armeniska allierade.
Kharput utgjorde säte för den syrisk-ortodoxa biskopen alltsedan 1000-talet.
Kharputs armenisk-katolska stift upprättades 1850.
Den siste syrisk-ortodoxe biskopen av Kharput, Cyril Mansur, mördades tillsammans med många fler av stadens kristna under det armeniska folkmordet 1915, varmed andra flydde.

## Geografi

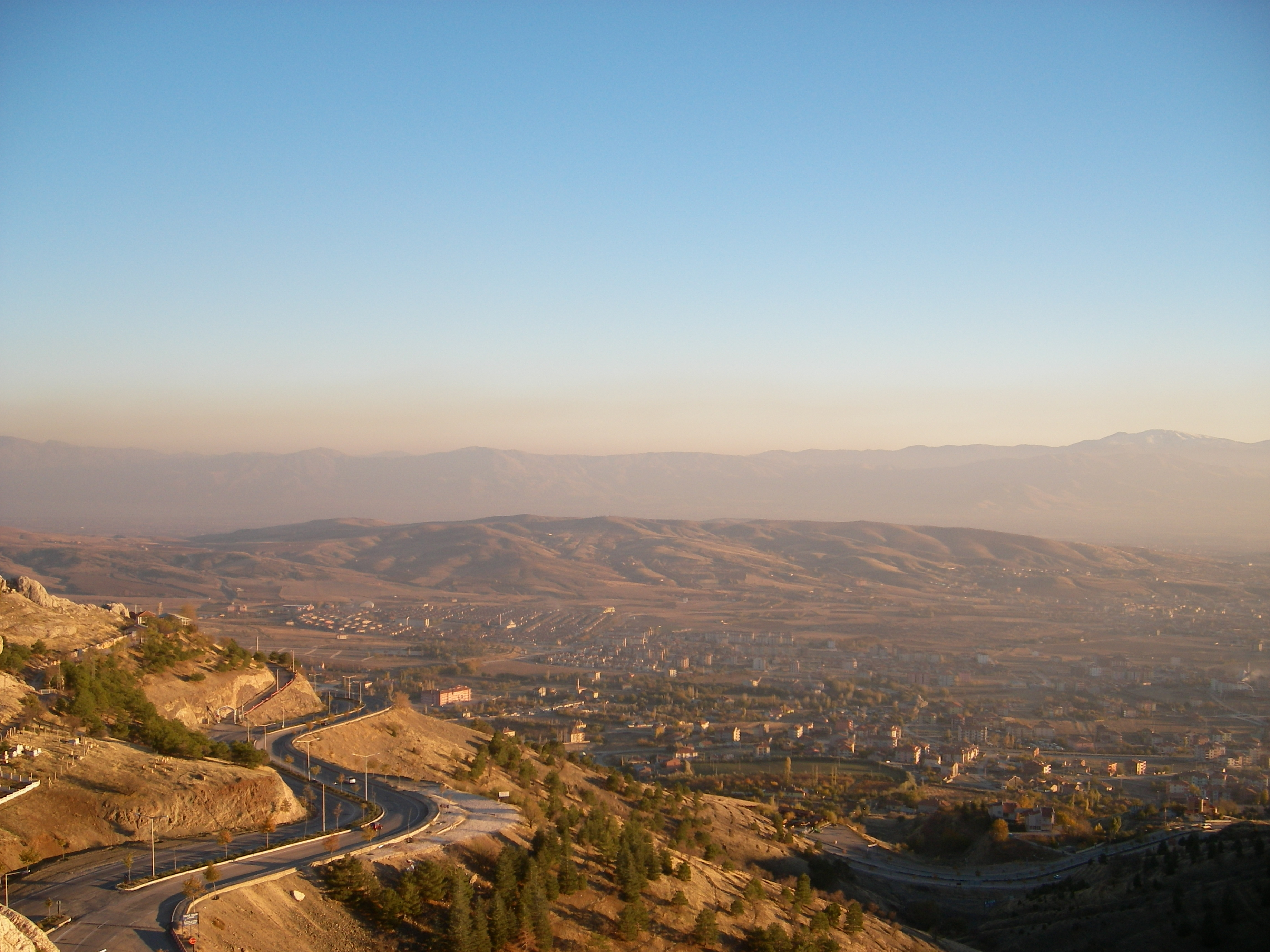
Dal i provinsen Elazığ.

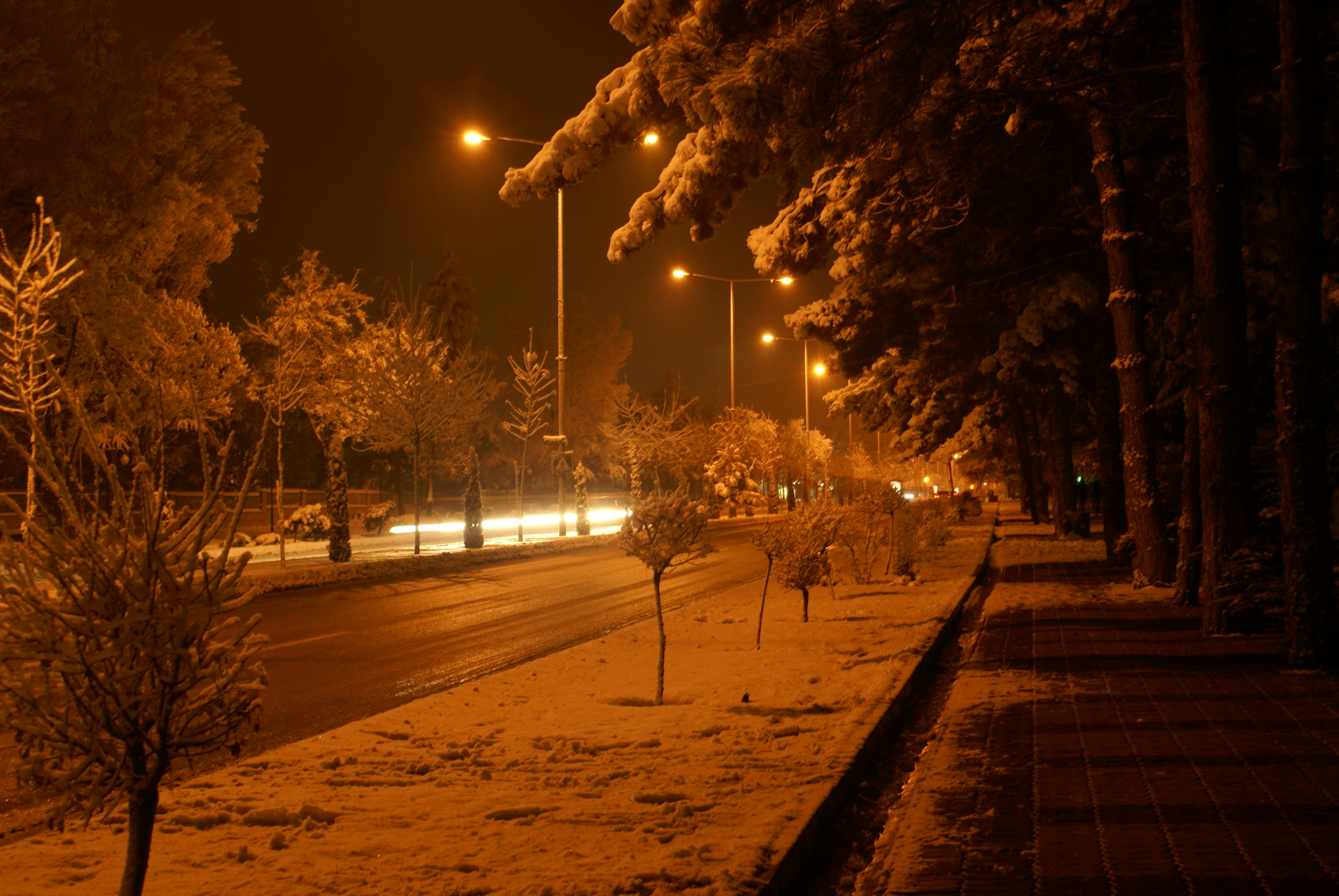
Elazığ en snöig vinterdag.

Elazığ är beläget i det nordvästra hörnet av en lång dal, kallad Ulouova (ordagrant "den stora dalen"). Bland områdets armenier var dalen känd som "Vosgetashd" ("den gyllene slätten").